# Roanoke International Tennis 1972
Il Roanoke International Tennis 1972 è stato un torneo di tennis giocato sul sintetico indoor. È stata la 1ª edizione del Roanoke International Tennis, che fa parte del Commercial Union Assurance Grand Prix 1972. Si è giocato a Roanoke negli Stati Uniti, dal 17 al 23 gennaio 1972.

## Campioni

### Singolare
Jimmy Connors ha battuto in finale  Vladimír Zedník con il punteggio di 6–2, 6–3

### Doppio
Jimmy Connors /  Haroon Rahim hanno battuto in finale  Vladimír Zedník /  Ian Crookenden con il punteggio di 6–4, 3–6, 6–3